# Канівець Михайло Якович
Михайло Якович Канівець (нар. 30 жовтня 1926, село Лецьки, тепер Бориспільського району Київської області — 15 квітня 1984, місто Київ) — український радянський партійний діяч, завідувач відділу легкої і харчової промисловості ЦК КПУ. Депутат Верховної Ради УРСР 9—10-го скликань. Кандидат у члени ЦК КПУ в 1971—1984 р.

## Біографія
Народився в селянській родині. У 1943—1950 роках — служба в Радянській армії. Учасник німецько-радянської війни.
У 1950—1952 роках — вихователь молоді в гуртожитках будівництва Дарницької теплоелектроцентралі (ТЕЦ) Київської області.
Член ВКП(б) з 1951 року.
У 1952—1961 роках — інженер, старший інженер відділу організації праці і зарплати будівельного управління Київських електростанцій.
Освіта вища. Закінчив Всесоюзний заочний інститут текстильної і легкої промисловості.
У 1961—1963 роках — начальник відділу, секретар партійного комітету Київського комбінату хімічного волокна.
У 1963—1967 роках — 2-й секретар Дарницького районного комітету КПУ міста Києва.
У 1967 — серпні 1969 року — завідувач відділу адміністративних і торгово-фінансових органів Київського міського комітету КПУ.
У 1969—1970 роках — директор Київського комбінату хімічного волокна.
У 1970 — 15 квітня 1984 року — завідувач відділу легкої і харчової промисловості (з 1983 року — відділу легкої промисловості і товарів народного споживання) ЦК КПУ.
Похований в Києві на Байковому кладовищі.

## Нагороди
- три ордени Трудового Червоного Прапора
- Почесна грамота Президії Верховної Ради Української РСР
- медалі